# Český slavík
Český slavík je každoroční anketa popularity českých zpěváků, zpěvaček a skupin, organizovaná od roku 1996 až do roku 2017, poté znovu od roku 2021. Od roku 1999 se Český slavík spojil s novým generálním partnerem – Karlovarské minerální vody –, který stojí za minerální vodou Mattoni. Od té doby do roku 2017 nesl název ankety podtitul „Mattoni“. Anketa nahradila Zlatého slavíka. Ceny se udělovaly jak divácky nejúspěšnějším interpretům, tak číselně úspěšným písním a videoklipům. Anketa byla vždy představena na tiskové konferenci, kde se oznámilo místo vyhlašování, datum spuštění hlasování a moderátor vyhlášení cen. Za cenami stála agentura Musica Bohemica, pod vedením Jaroslava Těšínského. V roce 2021 za ní stál Karel Janeček, Jaroslav Těšínský plnil úlohu poradce a online hlasování běželo na platformě Decision 21. Od roku 2022 vlastní práva na Českého slavíka televize Nova.

## Ceremoniál
Vyhlášení cen Český slavík se koná vždy ke konci daného roku. Všemu předchází tisková konference, která bývá na přelomu září a října, přičemž se galavečer koná většinou poslední listopadovou sobotu daného roku. Na tiskové konferenci se oznámí datum a místo předávání cen, moderátor slavnostního večera i datum spuštění hlasování. Hlasuje se na oficiálních stránkách ankety, do každé kategorie může hlasující vypsat až šest interpretů pro danou kategorii, a poté SMS zprávou potvrdí svůj hlas. Několik týdnů před vyhlášením je hlasování zastaveno a hlasy se sčítají. Následně oficiálně anketa oznámí nominované dle hlasování a celý proces zakončí vyhlašování cen, které je vysíláno v televizi. Udílení cen je považováno za jednu z nejvýznamnějších společenských akcí v rámci kultury a je jednou z nejsledovanější akcí za celý rok.
První ročník vysílala roku 1996 Česká televize, ale další ročník už televize Nova, která od té doby vysílá galavečer každoročně. Moderátoři galavečera se průběžně mění, za 20 let existence ankety to byli například Libor Bouček, Leoš Mareš, Ondřej Sokol, Lucie Borhyová, Jan Čenský, Aleš Háma, Tereza Pergnerová nebo Ondřej Brzobohatý.

## Soutěžní kategorie
- Zpěvák
- Zpěvačka
- Skupina
- Objev roku
- Nejoblíbenější píseň Rádia Impuls
- Hip Hop & Rap
- Absolutní slavík
- Síň slávy

Již zrušené kategorie:
- Slavíci bez hranic
- Hvězda internetu
- Cena teenagerů
- Skokan roku
- MTV videoklip roku
- Nejstreamovanější píseň

### Speciální
Cena teenagerů
V roce 2000 dostala speciální cenu Lucie Bílá, která byla udělena teenagery
Platinový Slavík
V roce 2004 získal speciální cenu Karel Gott, který byl tenkrát držitelem celkem 30 Slavíků včetně 22 Zlatých. A v roce 2015 získal rovněž slavíka platinového za 40 slavíků.
Mimohudební Slavík
V roce 2011 dostala mimohudebního Slavíka Petra Kvitová; za tenis.
Osobnost slavíka
V roce 2017 dostala Marta Kubišová slavíka za osobnost jako poctu při ukončení její kariéry.

## Vítězové a moderátoři dle ročníků
| Rok  | Zpěvák         | Zpěvačka        | Skupina      | Hip hop & Rap | Absolutní slavík | Objev roku         | Síň slávy      | Moderátor                                    | Ref.   |
| ---- | -------------- | --------------- | ------------ | ------------- | ---------------- | ------------------ | -------------- | -------------------------------------------- | ------ |
| 1996 | Karel Gott     | Lucie Bílá      | Olympic      | (neuděleno)   | (neudělen)       | (neudělen)         | (neudělena)    | Jan Čenský                                   | [ 7 ]  |
| 1997 | Karel Gott     | Lucie Bílá      | Olympic      | (neuděleno)   | (neudělen)       | (neudělen)         | (neudělena)    | Tereza Pergnerová • Jiří Suchý               | [ 8 ]  |
| 1998 | Daniel Hůlka   | Lucie Bílá      | Olympic      | (neuděleno)   | Lucie Bílá       | (neudělen)         | (neudělena)    | Hana Zagorová • Vilém Čok                    | [ 9 ]  |
| 1999 | Karel Gott     | Lucie Bílá      | Lucie        | (neuděleno)   | Lucie Bílá       | (neudělen)         | (neudělena)    | Adéla a Dalibor Gondíkovi                    | [ 9 ]  |
| 2000 | Karel Gott     | Lucie Bílá      | Lucie        | (neuděleno)   | Lucie Bílá       | (neudělen)         | (neudělena)    | Lucie Borhyová • Štefan Margita              | [ 10 ] |
| 2001 | Karel Gott     | Lucie Bílá      | Lucie        | (neuděleno)   | Lucie Bílá       | (neudělen)         | (neudělena)    | Lucie Vondráčková • Jan Révai                | [ 11 ] |
| 2002 | Karel Gott     | Lucie Bílá      | Lucie        | (neuděleno)   | Lucie Bílá       | (neudělen)         | (neudělena)    | Gabriela Partyšová • Vítek Havliš            | [ 12 ] |
| 2003 | Karel Gott     | Lucie Bílá      | Kabát        | (neuděleno)   | Lucie Bílá       | Rebeka             | (neudělena)    | Leoš Mareš                                   | [ 13 ] |
| 2004 | Karel Gott     | Lucie Bílá      | Kabát        | (neuděleno)   | Lucie Bílá       | Aneta Langerová    | (neudělena)    | Leoš Mareš                                   | [ 14 ] |
| 2005 | Karel Gott     | Aneta Langerová | Chinaski     | (neuděleno)   | Aneta Langerová  | Vlastimil Horváth  | (neudělena)    | Ondřej Brzobohatý                            | [ 15 ] |
| 2006 | Karel Gott     | Aneta Langerová | Divokej Bill | (neuděleno)   | Aneta Langerová  | Ewa Farna          | (neudělena)    | Těžkej Pokondr                               | [ 16 ] |
| 2007 | Karel Gott     | Lucie Bílá      | Kabát        | (neuděleno)   | Lucie Bílá       | Josef Vágner       | (neudělena)    | Leoš Mareš                                   | [ 17 ] |
| 2008 | Karel Gott     | Lucie Bílá      | Kabát        | (neuděleno)   | Karel Gott       | Marek Ztracený     | (neudělena)    | Těžkej Pokondr                               | [ 18 ] |
| 2009 | Karel Gott     | Lucie Bílá      | Kabát        | (neuděleno)   | Karel Gott       | Martin Chodúr      | (neudělena)    | Ondřej Brzobohatý                            | [ 19 ] |
| 2010 | Karel Gott     | Lucie Bílá      | Kabát        | (neuděleno)   | Lucie Bílá       | Markéta Konvičková | (neudělena)    | Libor Bouček                                 | [ 20 ] |
| 2011 | Karel Gott     | Lucie Bílá      | Kabát        | (neuděleno)   | Lucie Bílá       | Gabriela Gunčíková | (neudělena)    | Libor Bouček                                 | [ 21 ] |
| 2012 | Tomáš Klus     | Lucie Bílá      | Kabát        | (neuděleno)   | Lucie Bílá       | Koblížci           | (neudělena)    | Ondřej Brzobohatý                            | [ 22 ] |
| 2013 | Karel Gott     | Lucie Bílá      | Kryštof      | (neuděleno)   | Karel Gott       | Adam Mišík         | (neudělena)    | Jan Kraus                                    | [ 23 ] |
| 2014 | Karel Gott     | Lucie Bílá      | Kabát        | (neuděleno)   | Karel Gott       | Elis               | (neudělena)    | Libor Bouček                                 | [ 25 ] |
| 2015 | Karel Gott     | Lucie Bílá      | Kabát        | (neuděleno)   | Karel Gott       | Slza               | (neudělena)    | Libor Bouček                                 | [ 26 ] |
| 2016 | Karel Gott     | Lucie Bílá      | Kabát        | (neuděleno)   | Karel Gott       | Pekař              | (neudělena)    | Ondřej Sokol                                 | [ 27 ] |
| 2017 | Karel Gott     | Lucie Bílá      | Kabát        | (neuděleno)   | Lucie Bílá       | Mirai              | (neudělena)    | Ondřej Sokol                                 | [ 24 ] |
| 2021 | Marek Ztracený | Ewa Farna       | Mirai        | Řezník        | Marek Ztracený   | Michal Horák       | (neudělena)    | Ondřej Sokol • Aleš Háma                     | [ 28 ] |
| 2022 | Marek Ztracený | Lucie Bílá      | Kabát        | ATMO music    | Lucie Bílá       | Calin              | Jiří Suchý     | Ondřej Sokol • Aleš Háma • Tereza Pergnerová | [ 29 ] |
| 2023 | Marek Ztracený | Ewa Farna       | Kabát        | Calin         | Ewa Farna        | Tereza Balónová    | Václav Neckář  | Ondřej Sokol • Aleš Háma                     | [ 30 ] |
| 2024 | Marek Ztracený | Ewa Farna       | Kabát        | Calin         | Ewa Farna        | Sofian Medjmedj    | Marta Kubišová | Ondřej Sokol • Aleš Háma                     | [ 31 ] |

### Umístění na prvních 3 místech v hlavních kategoriích

###### Zpěvačka
| Rok  | 1. místo        | 2. místo           | 3. místo           |
| ---- | --------------- | ------------------ | ------------------ |
| 1996 | Lucie Bílá      | Ilona Csáková      | Helena Vondráčková |
| 1997 | Lucie Bílá      | Ilona Csáková      | Helena Vondráčková |
| 1998 | Lucie Bílá      | Ilona Csáková      | Bára Basiková      |
| 1999 | Lucie Bílá      | Iveta Bartošová    | Ilona Csáková      |
| 2000 | Lucie Bílá      | Iveta Bartošová    | Helena Vondráčková |
| 2001 | Lucie Bílá      | Helena Vondráčková | Iveta Bartošová    |
| 2002 | Lucie Bílá      | Helena Vondráčková | Iveta Bartošová    |
| 2003 | Lucie Bílá      | Helena Vondráčková | Iveta Bartošová    |
| 2004 | Lucie Bílá      | Aneta Langerová    | Helena Vondráčková |
| 2005 | Aneta Langerová | Lucie Bílá         | Helena Vondráčková |
| 2006 | Aneta Langerová | Lucie Bílá         | Helena Vondráčková |
| 2007 | Lucie Bílá      | Aneta Langerová    | Lucie Vondráčková  |
| 2008 | Lucie Bílá      | Lucie Vondráčková  | Ewa Farna          |
| 2009 | Lucie Bílá      | Lucie Vondráčková  | Ewa Farna          |
| 2010 | Lucie Bílá      | Lucie Vondráčková  | Ewa Farna          |
| 2011 | Lucie Bílá      | Lucie Vondráčková  | Ewa Farna          |
| 2012 | Lucie Bílá      | Lucie Vondráčková  | Ewa Farna          |
| 2013 | Lucie Bílá      | Lucie Vondráčková  | Aneta Langerová    |
| 2014 | Lucie Bílá      | Lucie Vondráčková  | Ewa Farna          |
| 2015 | Lucie Bílá      | Lucie Vondráčková  | Ewa Farna          |
| 2016 | Lucie Bílá      | Lucie Vondráčková  | Ewa Farna          |
| 2017 | Lucie Bílá      | Ewa Farna          | Lucie Vondráčková  |
| 2021 | Ewa Farna       | Lucie Bílá         | Eva Burešová       |
| 2022 | Lucie Bílá      | Ewa Farna          | Eva Burešová       |
| 2023 | Ewa Farna       | Lucie Bílá         | Monika Absolonová  |
| 2024 | Ewa Farna       | Lucie Bílá         | Monika Absolonová  |

###### Zpěvák
| Rok  | 1. místo       | 2. místo      | 3. místo          |
| ---- | -------------- | ------------- | ----------------- |
| 1996 | Karel Gott     | Janek Ledecký | Jan Nedvěd        |
| 1997 | Karel Gott     | Daniel Hůlka  | Janek Ledecký     |
| 1998 | Daniel Hůlka   | Karel Gott    | Janek Ledecký     |
| 1999 | Karel Gott     | Daniel Hůlka  | Janek Ledecký     |
| 2000 | Karel Gott     | Daniel Hůlka  | Janek Ledecký     |
| 2001 | Karel Gott     | Daniel Hůlka  | Martin Maxa       |
| 2002 | Karel Gott     | Petr Muk      | Daniel Hůlka      |
| 2003 | Karel Gott     | Petr Muk      | Bohuš Matuš       |
| 2004 | Karel Gott     | Daniel Landa  | Petr Muk          |
| 2005 | Karel Gott     | Daniel Landa  | Petr Kolář        |
| 2006 | Karel Gott     | Petr Kolář    | Daniel Bárta      |
| 2007 | Karel Gott     | Petr Kolář    | Daniel Landa      |
| 2008 | Karel Gott     | Petr Kolář    | Daniel Landa      |
| 2009 | Karel Gott     | Petr Kolář    | Daniel Landa      |
| 2010 | Karel Gott     | Petr Kolář    | Vojtěch Dyk       |
| 2011 | Karel Gott     | Tomáš Klus    | Michal David      |
| 2012 | Tomáš Klus     | Karel Gott    | Daniel Landa      |
| 2013 | Karel Gott     | Tomáš Klus    | Richard Krajčo    |
| 2014 | Karel Gott     | Tomáš Klus    | Richard Krajčo    |
| 2015 | Karel Gott     | Tomáš Klus    | Tomáš Ortel       |
| 2016 | Karel Gott     | Tomáš Ortel   | Michal David      |
| 2017 | Karel Gott     | Michal David  | Tomáš Ortel       |
| 2021 | Marek Ztracený | Pokáč         | Richard Krajčo    |
| 2022 | Marek Ztracený | Vojtěch Dyk   | Richard Krajčo    |
| 2023 | Marek Ztracený | Vojtěch Dyk   | Richard Krajčo    |
| 2024 | Marek Ztracený | Vojtěch Dyk   | Václav Noid Bárta |

###### Skupina
| Rok  | 1. místo     | 2. místo  | 3. místo     |
| ---- | ------------ | --------- | ------------ |
| 1996 | Olympic      | Buty      | Lucie        |
| 1997 | Olympic      | Buty      | Lucie        |
| 1998 | Olympic      | Lucie     | Buty         |
| 1999 | Lucie        | Olympic   | Lunetic      |
| 2000 | Lucie        | Olympic   | Lunetic      |
| 2001 | Lucie        | Olympic   | Holki        |
| 2002 | Lucie        | Olympic   | Kabát        |
| 2003 | Kabát        | Lucie     | Olympic      |
| 2004 | Kabát        | Chinaski  | Lucie        |
| 2005 | Chinaski     | Kabát     | Divokej Bill |
| 2006 | Divokej Bill | Kabát     | Chinaski     |
| 2007 | Kabát        | Chinaski  | Divokej Bill |
| 2008 | Kabát        | Chinaski  | Divokej Bill |
| 2009 | Kabát        | Chinaski  | Divokej Bill |
| 2010 | Kabát        | Chinaski  | Nightwork    |
| 2011 | Kabát        | Nightwork | Chinaski     |
| 2012 | Kabát        | Nightwork | Chinaski     |
| 2013 | Kryštof      | Kabát     | Chinaski     |
| 2014 | Kabát        | Chinaski  | Kryštof      |
| 2015 | Kabát        | Ortel     | Kryštof      |
| 2016 | Kabát        | Ortel     | Chinaski     |
| 2017 | Kabát        | Ortel     | Chinaski     |
| 2021 | Mirai        | Kryštof   | Kabát        |
| 2022 | Kabát        | Mirai     | Kryštof      |
| 2023 | Kabát        | Mirai     | Kryštof      |
| 2024 | Kabát        | Chinaski  | Mirai        |

###### Hip hop &  Rap
| Rok  | 1. místo   | 2. místo   | 3. místo     |
| ---- | ---------- | ---------- | ------------ |
| 2021 | Řezník     | Marpo      | Raego        |
| 2022 | ATMO music | Calin      | Marpo        |
| 2023 | Calin      | ATMO music | Marpo        |
| 2024 | Calin      | ATMO music | Viktor Sheen |

###### Nejoblíbenější píseň posluchačů rádia Impuls
| Rok  | Interpret            | Název písně              |
| ---- | -------------------- | ------------------------ |
| 2008 | Petr Kolář           | Jednou nebe zavolám      |
| 2009 | Lucie Vondráčková    | Láska umí víc            |
| 2010 | Petr Muk             | A stejně tě ztrácím      |
| 2011 | Petr Kolář           | Navzdory hříchům         |
| 2012 | Tomáš Klus           | Pánubohu do oken         |
| 2013 | Kryštof a Tomáš Klus | Cesta                    |
| 2014 | Michal Hrůza         | Zakázané uvolnění        |
| 2015 | David Deyl           | V ozvěnách               |
| 2017 | Mirai                | Když nemůžeš, tak přidej |
| 2021 | Marek Ztracený       | Moje milá                |
| 2022 | Marek Ztracený       | Originál                 |
| 2023 | O5 a Radeček         | Hory                     |
| 2024 | Marek Ztracený       | Ta bílá ti sluší         |

## Vítězové zrušených kategorií

##### Skokan roku
| Rok  | Zpěvák          | Zpěvačka          | Skupina         |
| ---- | --------------- | ----------------- | --------------- |
| 2003 | Jakub Smolík    | Monika Absolonová | Verona          |
| 2004 | Richard Krajčo  | Radůza            | J.A.R.          |
| 2005 | Petr Bende      | Helena Zeťová     | Votchi          |
| 2006 | Matěj Ruppert   | Iva Frühlingová   | Wanastowi Vjecy |
| 2007 | Zbyněk Drda     | Barbora Zemanová  | Argema          |
| 2008 | Jarek Filgas    | Iveta Bartošová   | Gipsy.cz        |
| 2009 | Vojtěch Dyk     | Marta Jandová     | Nightwork       |
| 2010 | Xindl X         | Xindl X           | Xindl X         |
| 2011 | Monika Bagárová | Monika Bagárová   | Monika Bagárová |
| 2012 | Eddie Stoilow   | Eddie Stoilow     | Eddie Stoilow   |
| 2013 | ABBA STARS      | ABBA STARS        | ABBA STARS      |

##### Slavík bez hranic
| Rok  | Interpret |
| ---- | --------- |
| 2008 | No name   |
| 2009 | No name   |
| 2010 | No name   |
| 2011 | No name   |
| 2012 | No name   |
| 2013 | No name   |
| 2014 | No name   |
| 2015 | No name   |
| 2016 | No name   |
| 2017 | No name   |

##### Hvězda internetu
| Rok  | Interpret                           |
| ---- | ----------------------------------- |
| 2012 | Charlie Straight                    |
| 2013 | Johnny Machette, Voxel, Barbar Punk |
| 2014 | Voxel                               |
| 2015 | Slza                                |

##### Nejstreamovanější česká skladba
| Rok  | Interpret                      | Název písně              |
| ---- | ------------------------------ | ------------------------ |
| 2014 | Xindl X                        | V blbým věku             |
| 2015 | Sebastian                      | Toulavá                  |
| 2016 | Ben Cristovao & The Glowsticks | Asio                     |
| 2017 | Mirai                          | Když nemůžeš, tak přidej |
| 2021 | Viktor Sheen                   | Rozdělený světy          |

##### MTV videoklip roku
| Rok  | Interpret            | Název písně    |
| ---- | -------------------- | -------------- |
| 2011 | Charlie Straight     | Upside Down    |
| 2012 | Tereza Kerndlová     | Tepe srdce tvý |
| 2013 | Kryštof a Tomáš Klus | Cesta          |

## Statistiky

#### Hlavní kategorie (zpěvák, zpěvačka, Hip hop &  Rap a skupina roku)

###### Vítězství
| Umělec          | Celkem |
| --------------- | ------ |
| Lucie Bílá      | 21     |
| Karel Gott      | 20     |
| Kabát           | 15     |
| Lucie           | 4      |
| Marek Ztracený  | 4      |
| Olympic         | 3      |
| Ewa Farna       | 3      |
| Aneta Langerová | 2      |
| Calin           | 2      |
| Daniel Hůlka    | 1      |
| Chinaski        | 1      |
| Divokej Bill    | 1      |
| Tomáš Klus      | 1      |
| Kryštof         | 1      |
| Mirai           | 1      |
| ATMO music      | 1      |
| Řezník          | 1      |

###### Absolutní vítězství
| Umělec          | Celkem |
| --------------- | ------ |
| Lucie Bílá      | 13     |
| Karel Gott      | 6      |
| Aneta Langerová | 2      |
| Ewa Farna       | 2      |
| Marek Ztracený  | 1      |

###### Umístění na prvních 3 místech
| Umělec             | Celkem |
| ------------------ | ------ |
| Lucie Bílá         | 26     |
| Karel Gott         | 22     |
| Kabát              | 20     |
| Chinaski           | 14     |
| Ewa Farna          | 13     |
| Lucie Vondráčková  | 11     |
| Lucie              | 9      |
| Helena Vondráčková | 9      |
| Olympic            | 8      |
| Daniel Hůlka       | 6      |
| Daniel Landa       | 6      |
| Petr Kolář         | 6      |
| Kryštof            | 6      |
| Iveta Bartošová    | 5      |
| Aneta Langerová    | 5      |
| Janek Ledecký      | 5      |
| Tomáš Klus         | 5      |
| Richard Krajčo     | 5      |
| Divokej Bill       | 5      |
| Ilona Csáková      | 4      |
| Marek Ztracený     | 4      |
| Vojtěch Dyk        | 4      |
| Mirai              | 4      |
| Petr Muk           | 3      |
| Buty               | 3      |
| Nightwork          | 3      |
| Michal David       | 3      |
| ATMO music         | 3      |
| Marpo              | 3      |
| Calin              | 3      |
| Tomáš Ortel        | 3      |
| Ortel              | 3      |
| Eva Burešová       | 2      |
| Monika Absolonová  | 2      |
| Lunetic            | 2      |
| Bára Basiková      | 1      |
| Jan Nedvěd         | 1      |
| Martin Maxa        | 1      |
| Bohuš Matuš        | 1      |
| Pokáč              | 1      |
| Václav Noid Bárta  | 1      |
| Daniel Bárta       | 1      |
| Holki              | 1      |
| Viktor Sheen       | 1      |
| Raego              | 1      |
| Řezník             | 1      |

##### Celkový počet obdržených cen (včetně mimosoutěžních kategorií)
pozn.: Seznam interpretů, kteří obdrželi více, než 5 cen.
| Umělec             | Celkem | Obdržené ceny |
| ------------------ | ------ | --- |
| Lucie Bílá         | 40     | 21× Zlatý slavík, 13× Absolutní vítězství, 5× Stříbrný slavík, 1× Cena teenagerů                                                                 |
| Karel Gott         | 30     | 20× Zlatý slavík, 6× Absolutní vítězství, 2× Stříbrný slavík, 2× Platinový slavík                                                                |
| Kabát              | 20     | 15× Zlatá slavík, 3× Stříbrný slavík, 2× Bronzový slavík                                                                                         |
| Ewa Farna          | 16     | 3× Zlatý slavík, 2× Absolutní vítězství, 2× Stříbrný slavík, 8× Bronzový slavík, 1× Objev roku                                                   |
| Chinaski           | 14     | 1× Zlatý slavík, 7× Stříbrný slavík, 6× Bronzový slavík                                                                                          |
| Lucie Vondráčková  | 12     | 9× Stříbrný slavík, 2× Bronzový slavík, 1× Nejoblíbenější píseň rádia Impuls                                                                     |
| Marek Ztracený     | 9      | 4× Zlatý slavík, 1× Absolutní vítězství, 3× Nejoblíbenější píseň rádia Impuls, 1× Objev roku                                                     |
| Lucie              | 9      | 4× Zlatý slavík, 2× Stříbrný slavík, 3× Bronzový slavík                                                                                          |
| Helena Vondráčková | 9      | 3× Stříbrný slavík, 6× Bronzový slavík |
| No name            | 9      | 9× Slavík bez hranic |
| Aneta Langerová    | 8      | 2× Zlatý slavík, 2× Absolutní vítězství, 2× Stříbrný slavík, 1× Bronzový slavík, 1× Objev roku                                                   |
| Olympic            | 8      | 3× Zlatý slavík, 4× Stříbrný slavík, 1× Bronzový slavík                                                                                          |
| Tomáš Klus         | 8      | 1× Zlatý slavík, 4× Stříbrný slavík, 2× Nejoblíbenější píseň rádia Impuls, 1× MTV videoklip roku                                                 |
| Kryštof            | 8      | 1× Zlatý slavík, 1× Stříbrný slavík, 4× Bronzový slavík, 1× MTV videoklip roku, 1× Nejoblíbenější píseň rádia Impuls                             |
| Petr Kolář         | 8      | 5× Stříbrný slavík, 1× Bronzový slavík, 2× Nejoblíbenější píseň rádia Impuls                                                                     |
| Mirai              | 7      | 1× Zlatý slavík, 2× Stříbrný slavík, 1× Bronzový slavík, 1× Nejstreamovanější česká skladba, 1× Nejoblíbenější píseň rádia Impuls, 1× Objev roku |
| Daniel Hůlka       | 6      | 1× Zlatý slavík, 3× Stříbrný slavík, 2× Bronzový slavík                                                                                          |
| Daniel Landa       | 6      | 2× Stříbrný slavík, 4× Bronzový slavík |
| Iveta Bartošová    | 6      | 2× Stříbrný slavík, 3× Bronzový slavík, 1× Skokan roku                                                                                           |
| Richard Krajčo     | 6      | 5× Bronzový slavík, 1× Skokan roku |
| Divokej Bill       | 5      | 1× Zlatý slavík, 4× Bronzový slavík |
| Vojtěch Dyk        | 5      | 3× Stříbrný slavík, 1× Bronzový slavík, 1× Skokan roku                                                                                           |
| Janek Ledecký      | 5      | 1× Stříbrný slavík, 4× Bronzový slavík |